# Сталинградское военное танковое училище
Сталинградское военное танковое училище — Военно-учебное заведение (училище), существовавшее  в 1941—1946 годах, располагавшееся в городе Сталинграде, в 1942—1944 годах находилось в эвакуации в городе Кургане, затем в Харькове.

## История
Большая убыль комсостава на фронте и новые формирования потребовали увеличить выпуск командных кадров в учебных заведениях автобронетанковых войск СССР. Поэтому дополнительно к уже имевшимся в июле 1941 года началось формирование ещё пяти училищ: Куйбышевского, Сталинградского, 2-го Харьковского и Челябинского танковых и 2-го Горьковского автомобильно-мотоциклетного.
Сталинградское военное танковое училище сформировано 12 августа 1941 года.
Эвакуировано в Курган с продвижением немецких войск к городу в начале сентября 1942 года. Училище располагалось в нескольких помещениях. В бывшем Троицком соборе на ул. Куйбышева была столовая.
15 сентября 1943 года первый секретарь Курганского обкома ВКП(б) П.А. Тетюшев и председатель Курганского облисполкома С.И. Моликов обратились к заместителю председателя ГКО В.М. Молотову о передислокации Сталинградского военного танкового училища из г. Кургана, занимающего пригодной площади для жилья 6 тыс. м².
Мастерская Сталинградского танкового военного училища производила запасные части к тракторам при подготовке к весенним полевым работам 1944 года.
Сталинградское военное танковое училище убыло из Кургана в июле 1944 г. Было передислоцировано в Харьков.
В 1946 году Харьковское пехотное и Сталинградское танковое училища объединили в одно Харьковское, а затем Харьковское объединили с Киевским училищем.

## Программа обучения
Программа рассчитана на полугодичное обучение. Некоторые группы курсантов выпускали досрочно, через 4 месяца. 
Занимались по 12 часов в сутки: 8 часов плановых занятий и 4 часа самоподготовки под руководством командира. Курсанты ежемесячно получали 40 рублей. 

## Начальники училища
- 15 июля 1941 — 1942 — Павлов, Андрей Михайлович, полковник[5]
- 19 июня 1942 — ноябрь 1946 — Сериков, Михаил Георгиевич, полковник, с 05.11.1943 генерал-майор танковых войск[6]

### Заместители начальника училища
- полковник Нэмме, Август Андреевич (10.1941 — 04.1942)[7].
- подполковник, с 20.11.1944 полковник Дрилёнок, Сергей Филиппович, (00.09.1943 - 00.01.1945)[8].